# Austrodrillia agrestis
Austrodrillia agrestis é uma espécie de gastrópode do gênero Austrodrillia, pertencente a família Horaiclavidae.